# Cymodoce bidentata
Cymodoce bidentata är en kräftdjursart som beskrevs av William Aitcheson Haswell 1882. Cymodoce bidentata ingår i släktet Cymodoce och familjen klotkräftor.

## Underarter
Arten delas in i följande underarter:
- C. b. tasmanica
- C. b. bidentata